# Karoline Felizitas von Leiningen-Dagsburg-Falkenburg
Karoline Felizitas von Leiningen-Dagsburg-Falkenburg (* 22. Mai 1734 in Heidesheim (Pfalz); † 8. Mai 1810 in Frankfurt am Main) war durch Heirat Fürstin von Nassau-Usingen.

## Leben
Karoline Felizitas wurde als jüngste Tochter des Christian Karl Reinhard von Leiningen-Dagsburg-Falkenburg und dessen Gemahlin Katharina Polyxena zu Solms-Rödelheim geboren.

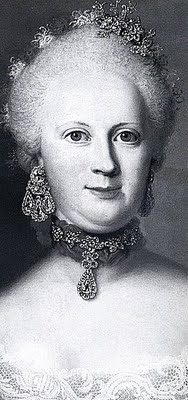
Fürstin Karoline Felicitas von Nassau-Usingen

Am 16. April 1760 heiratete sie den Fürsten Karl Wilhelm von Nassau-Usingen. Aus der Ehe sind die Kinder 
- Prinz Karl Wilhelm (* 26. März 1761; † 10. März 1763)
- Prinzessin Karoline Polyxene (* 4. April 1762; † 17. August 1823) ⚭ Landgraf Friedrich von Hessen-Kassel-Rumpenheim. Durch diese Ehe wurde sie Stammmutter der heute fortlebenden Linie Hessen-Kassel-Rumpenheim.
- Prinzessin Luise Henriette (* 14. Juni 1763; † 30. Mai 1845)

hervorgegangen.
1787 entfachte sich ein Streit zwischen Karoline Felizitas und ihren Schwestern Maria Luise Albertine zu Leiningen-Dagsburg-Falkenburg (Verheiratet mit dem Prinzen Georg Wilhelm von Hessen-Darmstadt) und Polyxena Wilhelmine (verheiratet mit dem Grafen Emich Ludwig von Leiningen). Dabei ging um das Erbe der Herrschaft Broich.
Sie ist in der Familiengruft in der Usinger Laurentiuskirche bestattet.